# Zirl
Zirl est une commune du district d'Innsbruck-Land, au Tyrol (Autriche). Zirl se situe au nord-ouest de la ville d'Innsbruck.

## Démographie
| 2001  | 2006  |
| ----- | ----- |
| 6 120 | 7 161 |

## Géographie

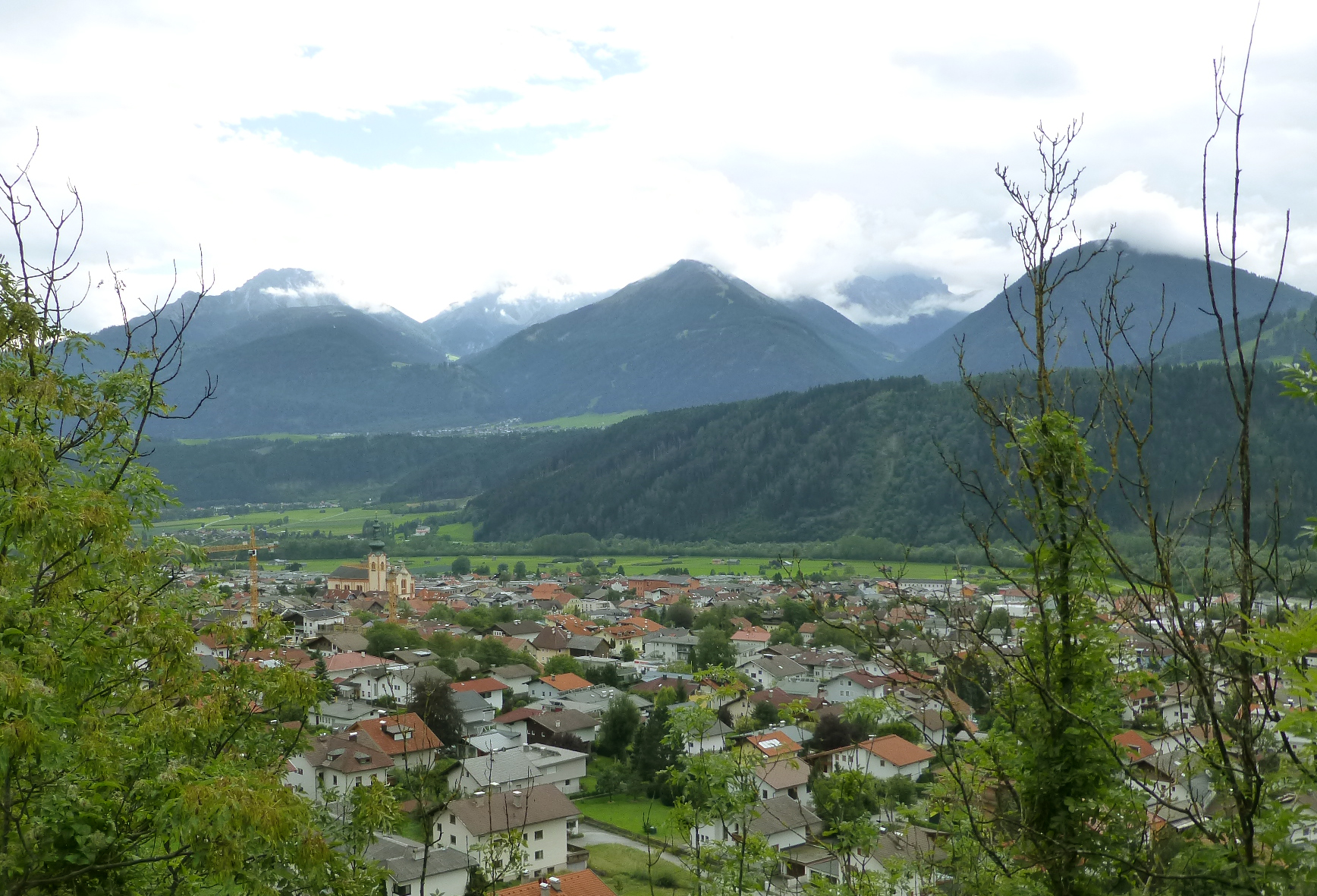
Zirl depuis la route 177 (Mittenwald - Innsbruck) en 2013.

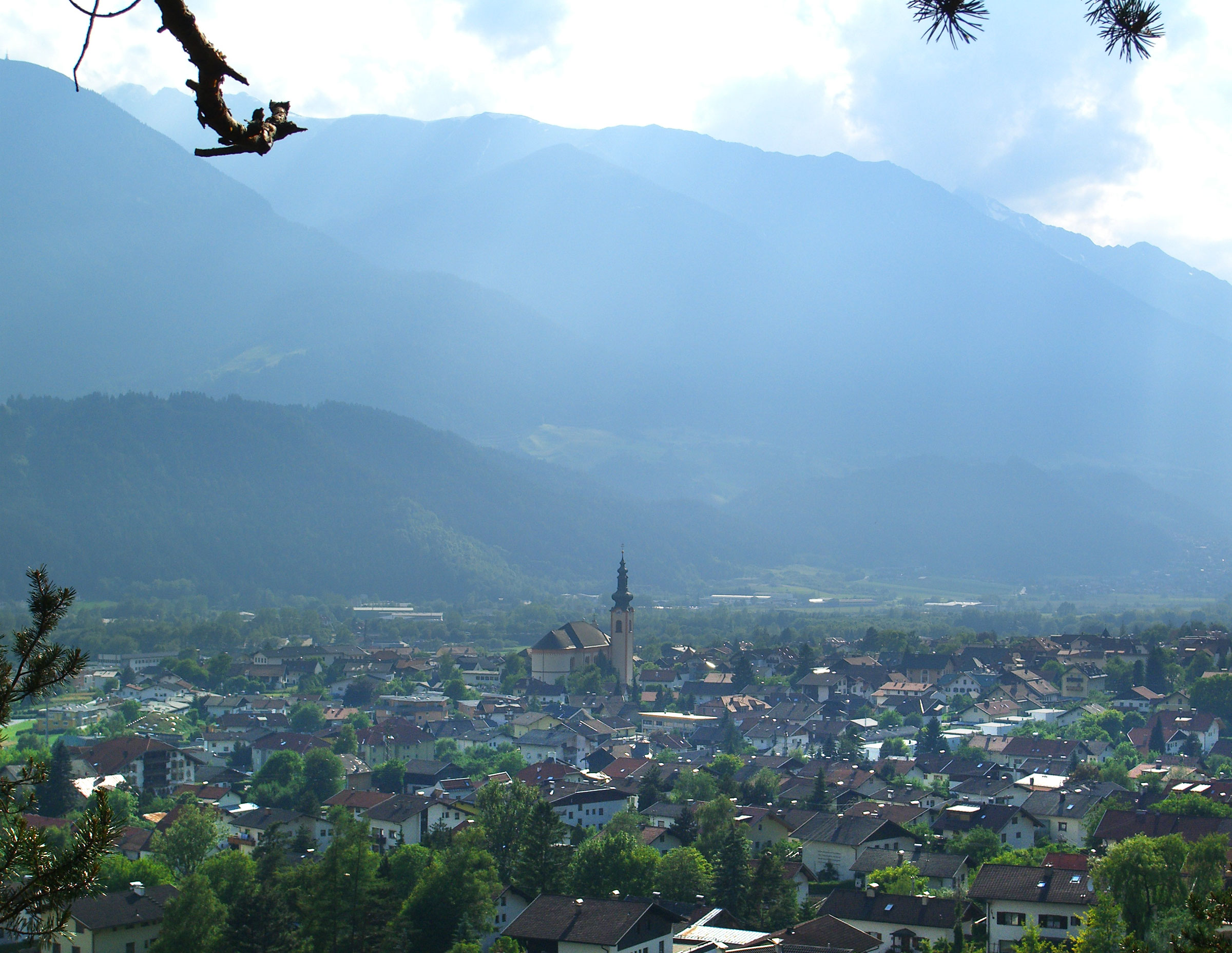
Zirl vu depuis le Nord. Photo de juin 2005.

Zirl est située à l'ouest d'Innsbruck, sur l'Inn.

### Communes voisines
- Innsbruck
- Inzing
- Kematen in Tirol
- Pettnau
- Ranggen
- Reith bei Seefeld
- Scharnitz
- Seefeld in Tirol
- Unterperfuss
- Völs.